# Basananthe lanceolata
Basananthe lanceolata je biljka iz porodice Passifloraceae, roda Basananthe. Sinonim za ovu biljku je Tryphostemma lanceolatum Engl. Raste u istočnoj Keniji i u Tanzaniji, u pokrajinama Kilimanjaro, Same, Morogoro, Kilombero, Ulanga, Pwani i Rufiji.

## Vanjske poveznice
- Basananthe na Germplasm Resources Information Network (GRIN)  Arhivirana inačica izvorne stranice od 5. svibnja 2009. (Wayback Machine), SAD-ov odjel za poljodjelstvo, služba za poljodjelska istraživanja.